# Zimiromus
Zimiromus is een geslacht van spinnen uit de familie bodemjachtspinnen (Gnaphosidae).

## Soorten
De volgende soorten zijn bij het geslacht ingedeeld:
- Zimiromus aduncus Platnick & Shadab, 1976
- Zimiromus atrifus Platnick & Höfer, 1990
- Zimiromus beni Platnick & Shadab, 1981
- Zimiromus bimini Platnick & Shadab, 1976
- Zimiromus boistus Platnick & Höfer, 1990
- Zimiromus brachet Platnick & Shadab, 1976
- Zimiromus buzios Brescovit & Buckup, 1998
- Zimiromus canje Platnick & Shadab, 1979
- Zimiromus chickeringi Platnick & Shadab, 1976
- Zimiromus circulus Platnick & Shadab, 1976
- Zimiromus dorado Platnick & Shadab, 1979
- Zimiromus eberhardi Platnick & Shadab, 1976
- Zimiromus exlineae Platnick & Shadab, 1976
- Zimiromus hortenciae Buckup & Brescovit, 1993
- Zimiromus iotus (Banks, 1929)
- Zimiromus jamaicensis Platnick & Shadab, 1976
- Zimiromus kleini Buckup & Brescovit, 1993
- Zimiromus kochalkai Platnick & Shadab, 1976
- Zimiromus lawa Platnick & Shadab, 1981
- Zimiromus lingua Platnick & Shadab, 1976
- Zimiromus lubricus (Simon, 1893)
- Zimiromus malkini Platnick & Shadab, 1976
- Zimiromus medius (Keyserling, 1891)
- Zimiromus montenegro Buckup & Brescovit, 1993
- Zimiromus muchmorei Platnick & Shadab, 1976
- Zimiromus nadleri Platnick & Shadab, 1979
- Zimiromus penai Platnick & Shadab, 1976
- Zimiromus piura Platnick & Shadab, 1976
- Zimiromus platnicki Brescovit & Höfer, 1994
- Zimiromus rabago Platnick & Shadab, 1976
- Zimiromus racamus Buckup & Brescovit, 1993
- Zimiromus reichardti Platnick & Shadab, 1976
- Zimiromus rothi Platnick & Shadab, 1981
- Zimiromus sinop Platnick & Shadab, 1981
- Zimiromus sununga Buckup & Brescovit, 1993
- Zimiromus syenus Buckup & Brescovit, 1993
- Zimiromus tapirape Brescovit & Buckup, 1998
- Zimiromus tonina Platnick & Shadab, 1976
- Zimiromus tropicalis (Banks, 1909)
- Zimiromus volksberg Platnick & Shadab, 1981